# Герпегеж
Герпеге́ж (кабард.-черк. Джэрпэджэж, карач.-балк. Герпегеж) — село в Черекском районе Кабардино-Балкарской Республики.
Образует муниципальное образование «сельское поселение Герпегеж», как единственный населённый пункт в его составе.

## География
Селение расположено в северо-западной части Черекского района, в долине реки Хеу. Находится в 9 км к север-западу от районного центра Кашхатау и в 15 км к юго-востоку от города Нальчик.
Площадь территории сельского поселения составляет — 15,28 км2. Основную часть муниципального образования занимают пастбища, пашни и лесохозяйственные угодья.
Граничит с землями населённых пунктов: Аушигер на северо-востоке, Кашхатау на юге-востоке и Хасанья на северо-западе.
Населённый пункт расположен в предгорной зоне Кабардино-Балкарии. Рельеф местности представляет собой в основном холмистые равнины, с многочисленными балками, оврагами и понижениями. Село с юга, запада и севера окружён возвышенностями Лесистого хребта и его отрогами. Средние высоты на территории населённого пункта составляют 629 метров над уровнем моря. Абсолютные высоты достигают 1000 метров.
Гидрографическая сеть представлена в основном рекой Хеу и её мелкими притоками. Кроме того, в окрестностях села имеются запруженные озёра, использующиеся для рыболовства.
Климат влажный умеренный, с тёплым летом и прохладной зимой. Среднегодовая температура воздуха составляет около +9,0°С, и колеблется от средних +20,0°С в июле, до средних -3,0°С в январе. Первые заморозки наблюдаются в середине октября, последние в середине апреле. Среднегодовое количество осадков составляет около 800 мм. Основное количество которых выпадает в период с мая по июль. Весной при резких перепадах температуры, с гор дуют сильные ветры.

## История
Селение основано в 1924 году переселенцами из села Аушигер. Новое селение ими было названо Герпегеж, по названию одноимённой горы Герпегеж, расположенной к востоку от села. 
В 1928 году был образован самостоятельный Герпегежский сельсовет. До этого село продолжало находиться в ведении Аушигерского сельсовета. 
До 1938 года село было мононациональным кабардинским селением. В 1938 году кабардинцы были расселены в близлежащих кабардинских селениях. А в Герпегеж переселены балкарцы из села Холам, который был разрушен в результате череды оползней в верховьях Безенгийского ущелья. С этого года балкарцы являются основными жителями села.
В 1944 году балкарцы были депортированы в Центральную Азию. В том же году Аушигерский и Герпегежский сельсоветы были переданы из Нальчикского района в состав Советского (ныне Черекского) района. 
В 1957 году решением Верховного Совета СССР балкарцы были реабилитированы и возвращены в свои прежние места проживания.
В 1992 году Герпегежский сельский совет был реорганизован и преобразован в Герпегежскую сельскую администрацию. В 2005 году Герпегежская сельская администрация была преобразована в муниципальное образование, со статусом сельского поселения.

## Население
| 2002  | 2010  | 2012  | 2013  | 2014  | 2015  | 2016  |
| ----- | ----- | ----- | ----- | ----- | ----- | ----- |
| 1153  | ↗1198 | ↗1215 | ↗1218 | ↗1245 | ↗1261 | ↗1269 |
| 2017  | 2018  | 2019  | 2020  | 2021  | 2023  | 2024  |
| →1269 | ↗1291 | ↗1304 | ↘1301 | ↗1345 | ↗1348 | ↗1364 |
| 2025  |       |       |       |       |       |       |
| ↗1369 |       |       |       |       |       |       |

Плотность — 89.59 чел./км2.
Национальный состав
По данным Всероссийской переписи населения 2010 года:
| Народ    | Численность, чел. | Доля от всего населения, % |
| -------- | ----------------- | -------------------------- |
| балкарцы | 1 171             | 97,7 %                     |
| другие   | 27                | 2,3 %                      |
| всего    | 1 198             | 100 %                      |

По данным Всероссийской переписи 2021 года:
| Народ               | Численность, чел. | Доля от всего населения, % |
| ------------------- | ----------------- | -------------------------- |
| балкарцы            | 1 329             | 98,81 %                    |
| другие / не указано | 16                | 1,19 %                     |
| всего               | 1 345             | 100,0 %                    |

Поло-возрастной состав
По данным Всероссийской переписи населения 2010 года:
| Возраст     | Мужчины, чел. | Женщины, чел. | Общая численность, чел. | Доля от всего населения, % |
| ----------- | ------------- | ------------- | ----------------------- | -------------------------- |
| 0 — 14 лет  | 127           | 112           | 239                     | 19,9 %                     |
| 15 — 59 лет | 441           | 382           | 823                     | 68,7 %                     |
| от 60 лет   | 46            | 90            | 136                     | 11,4 %                     |
| Всего       | 614           | 584           | 1 198                   | 100 %                      |

Мужчины — 614 чел. (51,3 %). Женщины — 584 чел. (48,7 %).
Средний возраст населения — 33,4 лет. Медианный возраст населения — 29,5 лет.
Средний возраст мужчин — 31,7 лет. Медианный возраст мужчин — 28,2 лет.
Средний возраст женщин — 35,2 лет. Медианный возраст женщин — 30,9 лет.

## Местное самоуправление
Администрация сельского поселения Герпегеж — с. Герпегеж, ул. Холамская, 44.
Структуру органов местного самоуправления сельского поселения составляют:
- Исполнительно-распорядительный орган — Местная администрация сельского поселения Герпегеж. Состоит из 6 человек.
  - Глава администрации сельского поселения — Гузеев Ибрагим Хакимович.
- Представительный орган — Совет местного самоуправления сельского поселения Герпегеж. Состоит из 13 депутатов, избираемых на 5 лет.

## Образование
- МКУ Средняя общеобразовательная школа — ул. Бозиева, 2.
- Начальная школа Детский сад (при школе) — ул. Бозиева, 2.

## Здравоохранение
- Участковая больница — ул. Холамская, 44.

## Культура
- МКУ Сельский Дом Культуры — ул. Холамская, 42.

Общественно-политические организации: 
- Совет старейшин
- Совет ветеранов труда

## Ислам
- Сельская мечеть — пер. Школьный, 4.

## Экономика
Основу экономики села составляет сельское хозяйство. В основном развиты садоводство и животноводство. Ведется добыча и переработка бентонитовой голубой глины в порошок.
На территории сельского поселения расположены бюджетообразующие предприятия: 
- ОАО «Агро-Дружба»
- ООО «Бентонит»

## Улицы
На территории села зарегистрировано 7 улиц и 3 переулка:
Улицы:

| Байсултанова |
| Биттирова    |
| Бозиева      |

| Кулиева |
| Мечиева |

| Моллаева  |
| Холамская |

Переулки:

| Гуртуева |

| Садовый |

| Школьный |

## Известные уроженцы
- Моллаев Шарафутдин Якубович — Герой Социалистического труда.